# فابيو دي لويغي
فابيو دي لويغي (بالإيطالية: Fabio De Luigi)‏ هو مغني وكاتب سيناريو وممثل إيطالي، ولد في 11 أكتوبر 1967 في إيطاليا.

## وصلات خارجية
- فابيو دي لويغي على موقع IMDb (الإنجليزية)
- فابيو دي لويغي على موقع روتن توميتوز (الإنجليزية)
- فابيو دي لويغي على موقع ألو سيني (الفرنسية)
- فابيو دي لويغي على موقع ميوزك برينز (الإنجليزية)
- فابيو دي لويغي على موقع أول موفي (الإنجليزية)
- فابيو دي لويغي على موقع ديسكوغز (الإنجليزية)
- فابيو دي لويغي على موقع قاعدة بيانات الفيلم (الإنجليزية)
- فابيو دي لويغي على موقع كينوبويسك (الروسية)